# Argui-Pagui
Argui-Pagui (en rus: Арги-Паги) és un poble de l'óblast de Sakhalín, a Rússia, el 2013 tenia 964 habitants. Pertany al districte municipal de Tímovskoie.